# Mundochthonius montanus
Mundochthonius montanus es una especie de arácnido  del orden Pseudoscorpionida de la familia Chthoniidae.

## Distribución geográfica
Se encuentra en Colorado y Nuevo México en (Estados Unidos).